# Antikitera
Antikitera (Αντικύθηρα) je grški otok, ki leži 38 kilometrov jugovzhodno od Kitire. Površina otoka je 20 km²
Otok je postal znan z odkritjem antikiterskega mehanizma in drugih zgodovinskih spomenikov ter kipu Efeb iz Antikitere.
Gospodarstvo Antikitere je odvisno od pristanišča Potamos. Občasno ga na progi med Atenami in Kreto obišče ANEK-ov trajekt Myrtidossia.
Med 4. in 1. stoletjem pr. n. št. je otok kot oporišče uporabljala skupina piratov iz rimske province Kilikije med svojim uničenjem Pompejev. Ostanki oporišča so še danes vidni s severovzhodne strani otoka.